# 夏海钧
夏海钧（1964年—），出生于黑龙江省哈尔滨市，毕业于中南大学、暨南大学，于1998年及2001年分别获工商管理硕士及产业经济学博士学位。曾任恒大集团董事局副主席、总裁。
根据恒大集团公布的2016年年报，夏海钧的年薪达到了2.7亿元人民币。在福布斯中国发布的2018中国上市公司最佳CEO榜中，夏海钧名列第一位。
2024年3月18日，中国证监会向恒大地产下发行政处罚及市场禁入事先告知书。证监会拟决定，对夏海钧给予警告，并处以1500万元的罚款，同时采取终身证券市场禁入措施。